# Provize
Provize je smluvní odměna za sjednaný obchod. Většinou se odvozuje jako určitý podíl (procento) z částky realizovaného obchodu, budoucí transakce, výše sjednané pojistné částky, výše sjednaného úvěru a podobně. Na základě provizí jsou odměňováni především prodejci zboží a služeb, realitní makléři, pojišťovací agenti, finanční poradci/plánovači a další. Právně je upravena při sjednání smlouvy o zprostředkování (§ 2445–2454 OZ) a smlouvy o obchodním zastoupení (§ 2483–2520 OZ).
Jako provize je někdy (nesprávně) nazýván úplatek pro schvalovatele veřejné zakázky za její přidělení ve prospěch podplácející firmy. V lepším případě lze provizi chápat jako „výplatu“ za doporučení firmy či poskytnutou službu (např. makléř).
V českém právu provizi upravuje Předpis č. 89/2012 Sb. občanského zákoníku.